# Moustiers-Sainte-Marie
Moustiers-Sainte-Marie – miejscowość i gmina we Francji, w regionie Prowansja-Alpy-Lazurowe Wybrzeże, w departamencie Alpy Górnej Prowansji.

## Demografia
Według danych na rok 1990 gminę zamieszkiwało 580 osób, a gęstość zaludnienia wynosiła 7 osób/km². W styczniu 2015 r. Moustiers-Sainte-Marie zamieszkiwało 711 osób, przy gęstości zaludnienia wynoszącej 8,6 osób/km².